# 科条類典
科条類典（かじょうるいてん）は、江戸時代の法律記録集。上巻3冊、下巻7冊。明和4年（1767）成立。幕府が、編纂に関する文書・記録類を類別して編集したもの。

## 作られた事情
江戸時代の法律記録集の一つ。江戸幕府の公事方御定書は、元文年間から本格的に始まり、8代将軍徳川吉宗の積極的関与によって、1742年（寛保2年）に成立したが、その際に立法の過程に関する諸記録、文書類が散逸するのを防いで保管、参照するために各条ごとに分類整理、編修したもので、1767年（明和4年）に完成した。 諸記録、文書類は評定所に数十冊存したが、年を経て散逸するおそれがあり、また評定所一座が老中から公事方御定書各条の意味について下問されたとき、その立法過程にさかのぼって答申するためにも整理・編集する必要があった。

## 作成の経緯
発議したのは評定所の吏員で、1752年（宝暦2）に上申し、1754年（宝暦4）に老中堀田正亮の下命があり、三奉行主宰で編纂が始められた。しかし事業は進捗しなかったが、老中松平武元の推進により1767年（明和4）に完成した。上巻3冊、下巻7冊、付録1冊で、公事方御定書の上下2巻の各条ごとに本文の次に当該規定の来源を示す史料を配列し、付録には公事方御定書の追加条文および御定書ニ添候例書の編集史料を収めている。

## 意義と役割
科条類典そのものは法典ではないが、寺社奉行・町奉行・勘定奉行の三奉行等の評定所一座の評議において、公事方御定書の適用に疑義のある場合、その立法主旨を探り、解釈適用の基準として実際に用いられたことは、御仕置例類集などにも見えている。 また公事方御定書の立法に当たっての将軍徳川吉宗の意見もよくうかがえる。三奉行、評定所留役以外にはみせず、一条たりとも書き抜きを許さぬ極秘文書であった。

## 刊本の刊行
現代においても「公事方御定書」の研究上重要な史料であるが伝存する写本ははなはだ乏しく、とくに上巻はそうであるが、1895年（明治28）司法省刊行の徳川禁令考後聚は科条類典を全録し、さらに関係史料を付加したものである。
創文社刊の徳川禁令考後集（1959年-1960年）は、実質的に科条類典の全内容を刊行したもので、編集者は巻章節を付し、さらに関連史料を加えている。

## 刊本
徳川禁令考、司法省大臣官房庶務課 編、法制史学会 編、石井良助 校訂、創文社、1959年 - 1961年
- 『徳川禁令考 後集 第1』1959年。
- 『徳川禁令考 後集 第2』1960年。
- 『徳川禁令考 後集 第3』1960年。
- 『徳川禁令考 後集 第4』1960年。
- 『徳川禁令考 別巻』1961年。